# Курдимська сільська рада
Курди́мська сільська рада (рос. Курдымский сельский совет) — муніципальне утворення у складі Татишлинського району Башкортостану, Росія. Адміністративний центр — село Старий Курдим.

## Населення
Населення — 1682 особи (2019, 1915 в 2010, 1970 в 2002).

## Склад
До складу поселення входять такі населені пункти:
| Населений пункт          | Населення, осіб (2002) | Населення, осіб (2010) |
| ------------------------ | ---------------------- | ---------------------- |
| 1-й Зірімзібаш, присілок | 118                    | 106                    |
| 2-й Зірімзібаш, присілок | 156                    | 151                    |
| Ачу-Єлга, присілок       | 91                     | 69                     |
| Бургинбаш, присілок      | 147                    | 137                    |
| Сараштибаш, село         | 206                    | 189                    |
| Старий Курдим, село      | 1046                   | 1095                   |
| Ташкент, присілок        | 118                    | 96                     |
| Юрміязбаш, присілок      | 88                     | 72                     |